# Fermentație alcoolică

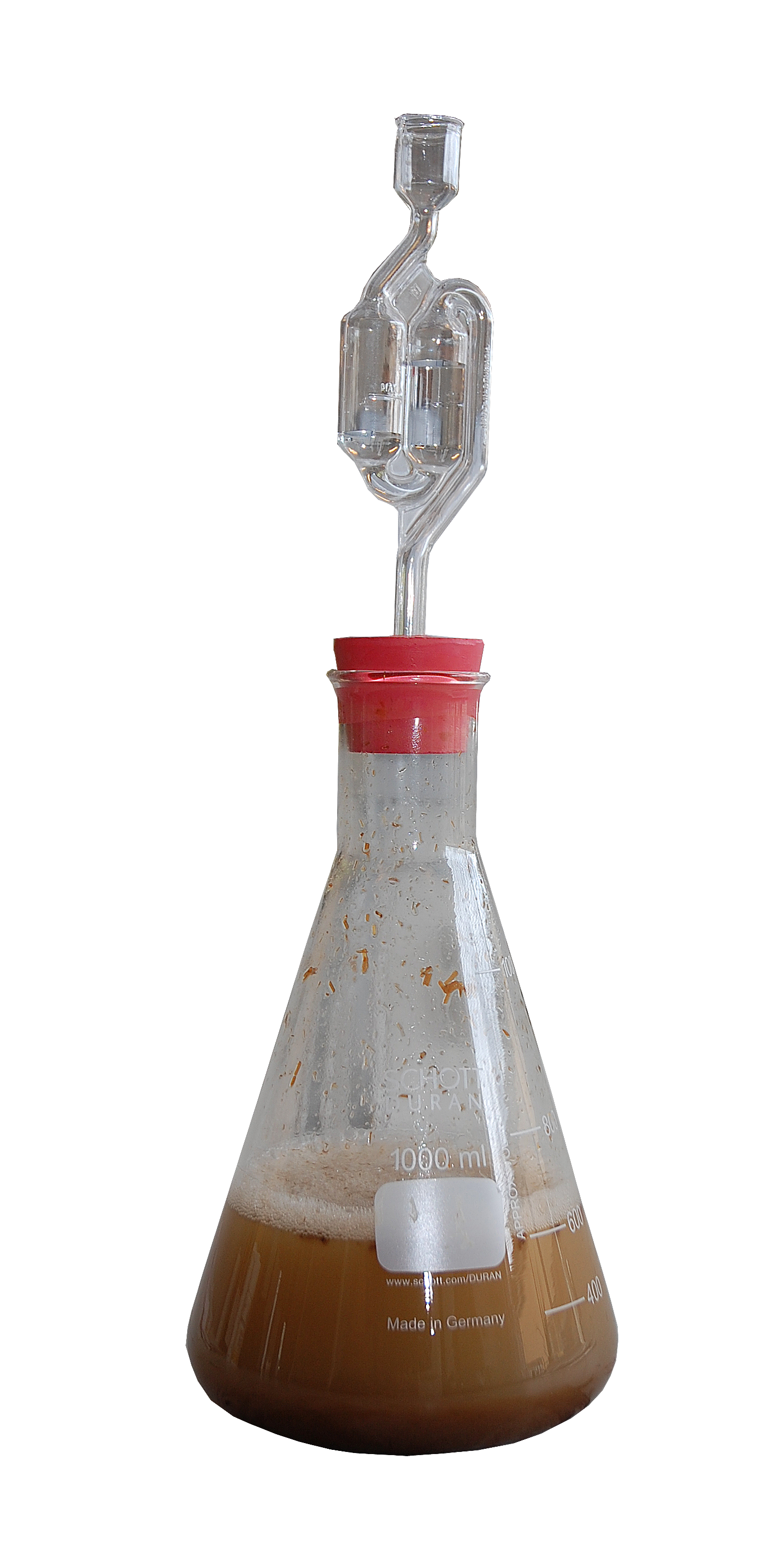
Fermentație. Fabricarea bioetanolului din paie.

Fermentația alcoolică este procesul prin care se formează alcool etilic și dioxid de carbon, sub acțiunea diferitelor microorganisme (Saccharomyces sp, Bacillus macerans), asupra diferitelor substrate, mai ales glucide.

## Caracteristici
Ecuația chimică a fermentației a fost stabilit de către Gay-Lussac încă din anul 1815:
{\displaystyle C_{6}H_{12}O_{6}\longrightarrow \ 2C_{2}H_{5}OH+2CO_{2}+22Kcal}
Procesul de fermentație este mult mai complex, fiind asemănător cu cel al glicolizei care e un proces anaerob.
- Acidul piruvic suferă o reacție de decarboxilare, cu transformare în aldehidă acetică:

{\displaystyle {\begin{matrix}CH_{3}-&C=O\\\quad /&\\COOH\end{matrix}}\longrightarrow {\begin{matrix}CH_{3}-&CH=O\\\end{matrix}}+CO_{2}}
- Aldehida acetică astfel rezultată e redusă sub acțiunea alcool dehidrogenazei (enzimă NADPH+H+), la alcool etilic

{\displaystyle {\begin{matrix}CH_{3}-CH=O\\\end{matrix}}\longrightarrow {\begin{matrix}CH_{3}-CH_{2}-OH\\\end{matrix}}+NADP^{+}}
În timpul fermentației alcoolice se observă următoarele fenomene: „fierberea” lichidului în fermentație, formarea „pălăriei” formată din materiile solide insolubile care urcă sub acțiunea CO2, creșterea temperaturii, ce trebuie mereu controlată, augmentarea gradației alcoolice proporțional cu diminuarea zahărului, diminuarea densității, schimbarea culorii și degajare de arome noi.
Fermentația este sensibilă la temperatură (cald sau frig) și la inhibiție prin produsul principal de reacție alcool. 
Este un proces care a fost observat din cele mai vechi timpuri, dar doar lucrările lui Pasteur din secolul al XIX-lea au abordat explicarea mecanismului. El este cel care a demonstrat ca fermentația nu se produce prin efectul aerului asupra zaharurilor, ci în prezența levurilor.

## Importanță
Procesul de fermentație alcoolică este principalul proces ce stă la baza fabricării:
- Etanolului
- Berii
- Cidrului
- Băuturilor spirtoase
- Vinului
- Pâinii

Amidonul din făină este transformat în zaharuri simple sub acțiunea levurilor și mai departe în alcool ce se evapora în cuptor în timpul coacerii și în CO2 care formează alveolele pâinii. 

### Etanolul
Se fabrică în cantități industriale prin fermentarea zaharurilor (conținute în sfeclă, coji de fructe, melasă, cereale sau cartofi) sub acțiunea drojdiei de bere.
Fermentarea cerealelor nu poate avea loc fără transformarea amidonului în maltoză, care intră mai departe în procesul de fermentație. Transformarea are loc sub influența amilazei din orzul încolțit. Produsul final este un lichid ce conține circa 12-18 % alcool, care se supune distilării. Când procentul de alcool atinge 14% fermentația se oprește, celulele drojdiei de bere nemaiputându-se dezvolta. 
Ca produse secundare în fermentație se întâlnesc: etanal, glicerină, acidul lactic, acidul acetic. Atunci când materia primă o constituie strugurii mai pot apărea: alcool izobutilic, izoamilic, amilic și esteri responsabili de aroma specifică.
În afară de drojdia de bere, fermenația mai poate avea loc și sub acțiunea Saccharomyces ellipsoideus, Penicillium, Aspergillus, dar și sub acțiunea Bacillus macerans, Escherichia coli, Pseudomonas.